# Foster the People
Foster the People is een Amerikaanse indierockband, die in 2009 werd opgericht te Los Angeles.

## Geschiedenis

### –2010: ontstaan van de band
Mark Foster is geboren in Californië maar groeide op in Ohio. Hij was twee jaar oud toen hij muziek maken leuk begon te vinden en als tiener heeft hij in een metalband gespeeld. Foster wilde eigenlijk fotograaf of computerprogrammeur worden en heeft nooit zo nagedacht over een carrière als muzikant. Na de middelbare school heeft hij toch zeven jaar als soloartiest gewerkt en af en toe nummers gemaakt voor verschillende reclames. Omdat Foster niet genoeg verdiende met zijn muziek had hij een bijbaantje in een restaurant en als pizzabezorger.
Na zeven jaar richtte hij een band op omdat Foster in zijn nummers veel meer instrumenten begon te gebruiken en hij andere muzikanten nodig had om die te bespelen. Het was volgens Foster moeilijk om de juiste personen te vinden, maar toen hij samen met Mark Pontius en Cubbie Fink begon te spelen klikte het meteen.
Foster ontmoette Fink op een 'pokeravond' en Mark Pontius leerde hij via een gezamenlijke vriend kennen. Fink komt oorspronkelijk uit San Diego. In oktober 2009 speelde de band voor het eerst samen. Foster moest stoppen met zijn bijbaantjes en leefde toen van de muziek die hij met zijn vrienden maakte. Zach "Reazon" Heiligman zat eerder ook bij de band, maar heeft nu alleen nog een rol achter de schermen. Hij is een erg goede vriend van Foster. Ze hebben samen aan een hiphopproject gewerkt vlak voor en tijdens het ontstaan van de band. Omdat de liedjes van Foster the People zoveel instrumenten bevatten, toeren er nog twee andere muzikanten mee: Sean Cimono (gitaar, keyboard en achtergrondzang) en Isom Innis (keyboard en piano). Cimono staat vermeld op het album Torches met het nummer 'Waste'. Over Innis wordt niet gesproken, waarschijnlijk omdat hij niet of onvoldoende heeft meegeholpen met het album.

### 2010–2012:Torches
De band begon met nummers in de studio opnemen in 2010. Begin 2011 bracht de band de ep Foster the People uit, met de nummers "Houdini", "Pumped Up Kicks" en "Helena Beat". Hun eerste en tot nu toe grootste hit was "Pumped Up Kicks" van deze ep. Het gaat over een buitenbeentje dat zijn verstand begint te verliezen en wraak wil nemen op mensen. Foster heeft er een vrolijk liedje van gemaakt ondanks de tekst omdat het volgens hem anders een deprimerend nummer werd. Hij heeft het nummer in ongeveer twee dagen geschreven, dat oorspronkelijk voor een advertentie bedoeld was. Terwijl het nummer een sleeper hit werd, eerst vaak gespeeld op modern/alternatieve rockradiostations, vervolgens "crossed over" naar hitradio, bracht de band zijn debuutalbum Torches uit, op 23 mei 2011. Het telt 10 tracks, waarvan zeven nieuwe en drie van de ep. Een versie met drie extra nummers en een aantal remixen werd gelimiteerd op tournee verkocht. Ook werden de singles "Helena Beat", "Call It What You Want" en "Don't Stop (Color on the Walls)" uitgebracht, alsmede de promo-single "Houdini", die allemaal goed scoorden.

### 2012–2015:Supermodel
Hoewel de bandleden weinig tijd hadden tijdens hun tour, werkten ze toch aan nieuw materiaal. Meer naar het einde van de tournees begonnen ze een aantal nieuwe nummers te spelen: "Surfing" (Pseudologia Fantastica), "Level Up" (A Beginner's Guide to Destroying the Moon) en "Coming of Age". In interviews stelde Mark Foster dat het album "niet het tweede album zou zijn dat men [van ons] zou verwachten".
Een teaser werd op nieuwjaarsdag 2014 geüpload naar het YouTube-kanaal van de band, met een stuk van "Coming of Age" op de achtergrond. Op 13 januari werd Supermodel officieel aangekondigd, en op 14 januari kwam de eerste single uit, die ook "Coming of Age" was. Twee singles volgden, "Pseudologia Fantastica" en "Best Friend", terwijl het album erg werd gepromoot. Het album werd op 18 maart uitgebracht, maar was op 14 maart al op Spotify te beluisteren en iets daarvoor al op het internet uitgelekt. Op het conceptalbum focust de band meer op alternatieve rock, met een stuk minder elektronische invloeden en enkel echte instrumenten gebruikt, vooral met veel meer gitaren. Het kreeg gemengde reviews, vooral van wie een Torches deel twee had verwacht.
Op 15 april werd, ook op Spotify, een live-ep opgenomen in The Village uitgebracht, met de nummers "Best Friend", "A Beginner's Guide to Destroying the Moon", "Coming of Age", "Pseudologia Fantastica" en "The Truth" van Supermodel.

### 2017:Sacred Hearts Club
In 2017 bracht de band het derde studioalbum Sacred Hearts Club op de markt. Deze was wereldwijd minder succesvol dan haar twee voorgangers. De van het album afkomstige single Sit next to me werd wel een grote hit in de Alternative Songs-hitlijst.

## Bezetting
- Mark Foster - zang, keyboard, gitaar, percussie.
- Mark Pontius (bijnaam: Ponsi) - percussie.
- Cubbie Fink (echte naam: Jacob) - basgitaar, achtergrondzang.

## Discografie

### Albums
| Album met eventuele hitnotering(en) in de Nederlandse Album Top 100 | Datum van verschijnen | Datum van binnenkomst | Hoogste positie | Aantal weken | Opmerkingen |
| ------------------------------------------------------------------- | --------------------- | --------------------- | --------------- | ------------ | ----------- |
| Foster the People (EP)                                              | 2010                  | -                     |                 |              | ep          |
| Torches                                                             | 24-06-2011            | 02-07-2011            | 53              | 17           |             |
| Supermodel                                                          | 14-03-2014            | 22-03-2014            | 57              | 1            |             |
| Sacred Hearts Club                                                  | 21-07-2017            | 29-07-2017            | 85              | 1            |             |

| Album met hitnotering(en) in de Vlaamse Ultratop 200 albums | Datum van verschijnen | Datum van binnenkomst | Hoogste positie | Aantal weken | Opmerkingen |
| ----------------------------------------------------------- | --------------------- | --------------------- | --------------- | ------------ | ----------- |
| Torches                                                     | 2011                  | 02-07-2011            | 69              | 9            |             |
| Supermodel                                                  | 2014                  | 22-03-2014            | 93              | 3            |             |

### Singles
| Single met eventuele hitnotering(en) in de Nederlandse Top 40 | Datum van verschijnen | Datum van binnenkomst | Hoogste positie | Aantal weken | Opmerkingen                 |
| ------------------------------------------------------------- | --------------------- | --------------------- | --------------- | ------------ | --------------------------- |
| Pumped Up Kicks                                               | 04-04-2011            | 09-07-2011            | 34              | 5            | Nr. 35 in de Single Top 100 |
| Houdini                                                       | 2011                  | 20-08-2011            | tip10           | -            | Nr. 98 in de Single Top 100 |
| Call It What You Want                                         | 07-11-2011            | 07-01-2012            | tip3            | -            |                             |

| Single met hitnotering(en) in de Vlaamse Ultratop 50 | Datum van verschijnen | Datum van binnenkomst | Hoogste positie | Aantal weken | Opmerkingen |
| ---------------------------------------------------- | --------------------- | --------------------- | --------------- | ------------ | ----------- |
| Pumped Up Kicks                                      | 2011                  | 04-06-2011            | 30              | 6            |             |
| Call It What You Want                                | 2011                  | 26-11-2011            | tip16           | -            |             |

### NPO Radio 2 Top 2000
| Nummer met noteringen in de NPO Radio 2 Top 2000 | '15  | '16  | '17  | '18  | '19  | '20  | '21  | '22  | '23  | '24  |
| ------------------------------------------------ | ---- | ---- | ---- | ---- | ---- | ---- | ---- | ---- | ---- | ---- |
| Pumped Up Kicks                                  | 1665 | 1680 | 1442 | 1141 | 1388 | 1456 | 1529 | 1719 | 1967 | 1922 |

1. ↑  Een vetgedrukt getal geeft de hoogste notering aan.
2. ↑  2015 was het eerste jaar met een notering voor dit nummer.